# Sensibilità (fisiologia)

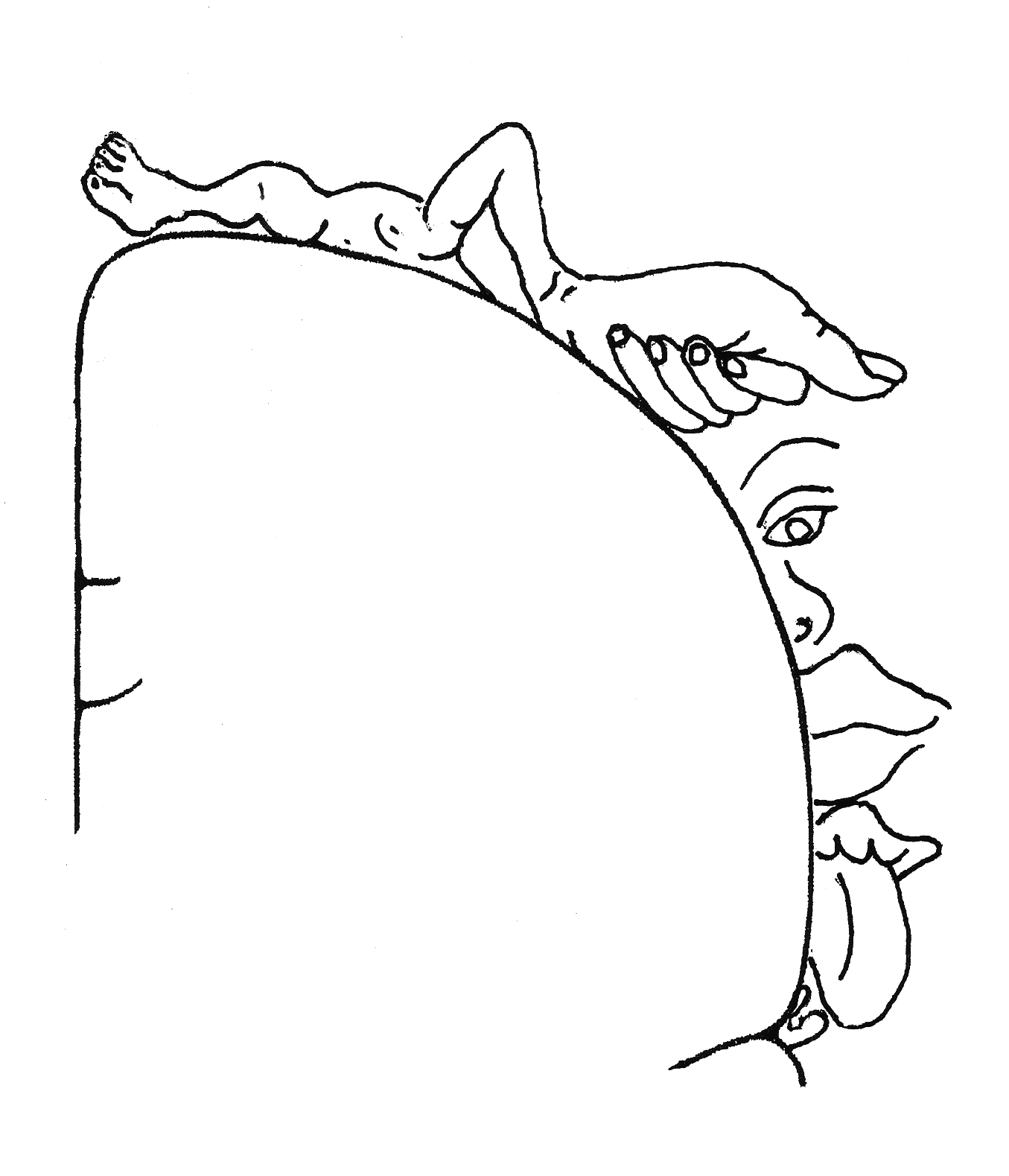
Schema dell'homunculus sensitivo, che indica le aree della corteccia cerebrale coinvolte nella sensibilità cutanea.

Il termine sensibilità è usato in fisiologia per definire genericamente la capacità del sistema sensoriale (facente parte del sistema nervoso) di percepire gli stimoli provenienti sia dall'esterno che dall'interno, e che agiscono sull'organismo.

## Classificazione
Può essere suddivisa in sensibilità generale, che comprende i meccanismi di ricezione e trasmissione dell'informazione proveniente dall'intero organismo, e in sensibilità specifica, quando il sistema recettoriale è organizzato in organi o apparati facilmente distinguibili, che recepiscono stimoli specializzati.
A sua volta la sensibilità generale può essere suddivisa in tre tipologie:
- sensibilità meccanocettiva, che comprende la sensibilità tattile e posizionale e recepisce come stimolo le sollecitazioni meccaniche;
- sensibilità termica, che percepisce il caldo e il freddo;
- sensibilità dolorifica, che permette la percezione del dolore.

La sensibilità generale può essere inoltre suddivisa in due tipi:
1) sensibilità somatica, a sua volta divisa in 
- sensibilità esterocettiva (o superficiale), che raccoglie tutti gli stimoli provenienti dall'esterno del corpo (cute e mucose più sensibili, come quella orale), e comprende la sensibilità tattile, termica e dolorifica;
- sensibilità propriocettiva (o profonda), recepisce i segnali posizionali provenienti dall'interno del corpo, esclusi i visceri, in particolare dal sistema muscolo-scheletrico e raccoglie segnali profondi, provenienti ad esempio da aponeurosi, muscoli e ossa, che veicolano stimoli vibratori, pressori profondi e dolorifici profondi, comprende la sensibilità batiestesica (posizione), cinestesica (movimento), barestesica (pressione), pallestesica (vibrazione).

2) sensibilità viscerale (o introcettiva), riceve gli stimoli dagli organi interni (vasi, sierose e visceri);
La sensibilità specifica include invece la vista, l'udito, l'olfatto, il gusto e l'equilibrio, che viene talvolta considerato, invece, una sensibilità generale.

## Anatomia e fisiologia
Sono distinguibili vari tipi di sensibilità, raccolte dai recettori sensoriali o dagli organi di senso e suddivise in base alla provenienza e alla destinazione. Può essere cosciente o incosciente a seconda dello stato di coscienza.
La sensibilità esterocettiva somatica, solitamente cosciente, raccoglie gli stimoli provenienti dall'esterno e permette di relazionarsi con l'ambiente. Può essere suddivisa in base a due qualità che possiede:
- sensibilità epicritica o discriminativa, che dà informazioni dettagliate sulla regione corporea in cui è stato applicato lo stimolo e sulle caratteristiche stesse dello stimolo. È un tipo di sensibilità raffinata molto dettagliata e precisa, trasmessa ai centri superiori tramite la via del sistema delle colonne dorsali-lemnisco mediale e, dal volto, tramite il nervo trigemino[3].
- sensibilità protopatica o indiscriminativa, che dà informazioni più grossolane, meno accurate e senza informazioni precise sul punto in cui è stato applicato lo stimolo.

La sensibilità viscerale o introcettiva riguarda gli organi interni. È considerabile protopatica, sebbene epicritica sia la componente dolorifica. Le fibre nervose che trasportano questo tipo di sensibilità sono fibre formate da assoni di neuroni pseudounipolari che si uniscono a fibre nervose del sistema nervoso periferico e affluiscono a livello del sistema nervoso centrale.
La sensibilità propriocettiva origina a livello dei muscoli scheletrici, dei tendini e delle capsule articolari, permettendo di recepire lo stato di contrazione muscolare. Può essere protopatica se è destinata a strutture assiali o sovrassiali, ma non alla corteccia cerebrale, ed è utilizzata, insieme a quella epicritica, per l'elaborazione delle attività motorie.